# Arthrosphaera gracilis
Arthrosphaera gracilis är en mångfotingart som beskrevs av Carl Graf Attems 1936. Arthrosphaera gracilis ingår i släktet Arthrosphaera och familjen Sphaerotheriidae. Inga underarter finns listade i Catalogue of Life.